# Meristoides
Meristoides is een geslacht van kevers uit de familie bladkevers (Chrysomelidae).
De wetenschappelijke naam van het geslacht werd in 1929 gepubliceerd door Laboissiere.

## Soorten
- Meristoides grandipennis (Fairmaire, 1889)
- Meristoides keani Laboissiere, 1929
- Meristoides oberthuri (Jacoby, 1883)
- Meristoides vigintiguttata (Ogloblin, 1936)